# 칼키
칼키(산스크리트어: कल्कि), 또는 칼킨는 힌두교의 신 비슈누의 예언된 열 번째이자 마지막 화신이다. 비슈누파의 우주론에 따르면, 칼키는 존재 순환의 네 시대 중 마지막 시대인 칼리 유가의 끝에 나타날 운명이다. 그의 도래는 칼리 유가의 끝을 알리고, 우주의 궁극적인 해체(마하프랄라야) 이전에 가장 덕스러운 시대인 사트야 유가의 시작을 알릴 것이다.
푸라나에서 칼키는 아다르마(불의)의 가장 어두운 시기를 끝내고 다르마(의로움)를 회복함으로써 존재를 젊어지게 할 아바타라로 묘사된다. 그는 데바닷타라는 이름의 백마를 타고 불타는 검을 휘두르는 것으로 묘사된다. 칼키의 묘사는 푸라나마다 다르며, 그의 이야기는 티베트 불교의 칼라차크라-탄트라 및 시크교 경전을 포함한 다른 전통에서도 찾아볼 수 있다.

## 어원
칼키라는 이름은 "시간"(칼리 유가)을 의미하는 칼(Kal)에서 유래했다. 원래 용어는 카르키(Karki, 말에서 유래한 흰색)였을 수 있으며, 이것이 칼키로 변형되었다. 이 제안은 산스크리트어 구절에서 화신이 카르키라고 명명된 마하바라타 원고 두 가지 버전(예: G3.6 원고)이 발견됨으로써 지지된다.

## 묘사

### 힌두교 경전
칼키는 비슈누의 아바타라이다. 아바타라는 "하강"을 의미하며, 신성한 존재가 인간 존재의 물질계로 하강하는 것을 말한다. 칼키는 마하바라타에 처음 등장한다.
가루다 푸라나는 열 가지 화신을 나열하며, 칼키가 마지막 화신이다. 그는 칼리 유가 말기에 나타나는 화신으로 묘사된다. 그는 아다르마를 제거하고 사트야 유가를 열기 위해 칼리 유가의 가장 어둡고, 퇴화하며, 혼란스러운 단계를 끝내며, 불타는 검을 들고 백마를 탄다. 그는 새로운 시간 주기를 다시 시작한다. 그는 푸라나에서 브라만 전사로 묘사된다. 푸라나에서는 불멸의 치란지비들이 그의 삶의 여러 단계에서 그를 도울 것이라고 언급되어 있다.

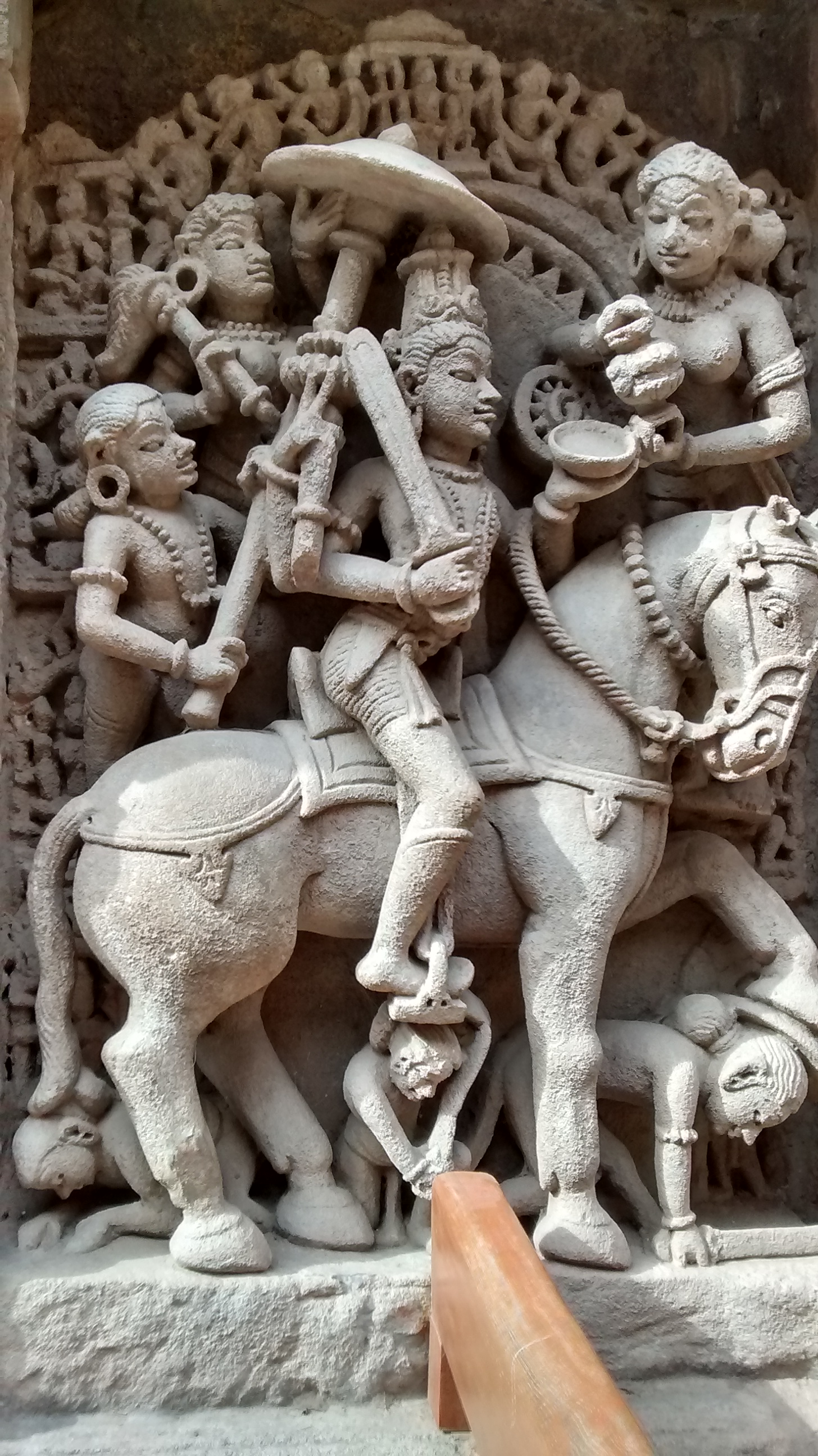
파탄 (구자라트주)의 라니 키 바브 (여왕의 계단식 우물) 벽에 새겨진 칼키 화신상

칼키 푸라나라는 작은 문헌은 비교적 최근의 문헌으로, 아마도 벵골에서 18세기에 작성되었을 것으로 추정된다. 웬디 도니거는 칼키 푸라나를 포함한 칼키 신화를 서기 1500년에서 1700년 사이에 작성된 것으로 본다.
칼키 푸라나에서 칼키는 샴발라라는 마을에서 비슈누야샤스와 수마티 가족에게 보름달이 차오르는 13일에 태어난다. 어린 나이에 그는 다르마, 업, 아르타, 즈냐나와 같은 주제에 대한 성경을 배우고, 파라슈라마(비슈누의 여섯 번째 화신)의 보살핌 아래 군사 훈련을 받는다. 곧 칼키는 시바를 숭배하고, 시바는 그 헌신에 기뻐하며 그에게 가루다의 현현인 데바닷타라는 신성한 백마, 손잡이가 보석으로 장식된 강력한 검, 그리고 과거, 현재, 미래를 모두 아는 수카라는 앵무새를 제공한다. 다른 부속품들도 다른 데바, 데비, 힌두교 성인, 의로운 왕들이 준다. 그는 악한 군대와 싸우고 여러 전쟁에서 악을 끝내지만 존재를 끝내지는 않는다. 칼키는 샴발라로 돌아와 선을 위한 새로운 유가를 시작하고, 그런 다음 바이쿤타로 간다. 칼키 푸라나에는 주민들이 다르마를 따르지 않는(데바와 조상을 숭배하지 않고 바르나 제도를 지키지 않는) 불교 도시가 언급되어 있는데, 칼키는 이 도시와 싸워 정복한다.
아그니 푸라나는 칼키의 역할을 다음과 같이 묘사한다.
비슈누야샤스의 아들인 칼키는 야즈나발키야를 사제로 하여, 아스트라를 들고 무기를 가지고 비아리아인을 파괴할 것이다. 그는 적절한 방식으로 네 가지 바르나에 도덕률을 세울 것이다. 사람들은 모든 삶의 단계에서 의의 길을 걸을 것이다.— 아그니 푸라나, 제16장 8 - 9절

데비 바가바타 푸라나는 데바들이 비슈누를 찬양하며 그의 칼키 아바타라를 부르는 장면을 담고 있다.
이 세상의 거의 모든 사람들이 장차 믈레차로 변하고, 사악한 왕들이 좌우로 그들을 억압할 때, 주께서는 다시 칼키로 화신하여 모든 고통을 해결할 것입니다! 우리는 주의 칼키 형상에 경배합니다! 오 데바!— 데비 바가바타 푸라나, 제5장

### 불교 경전

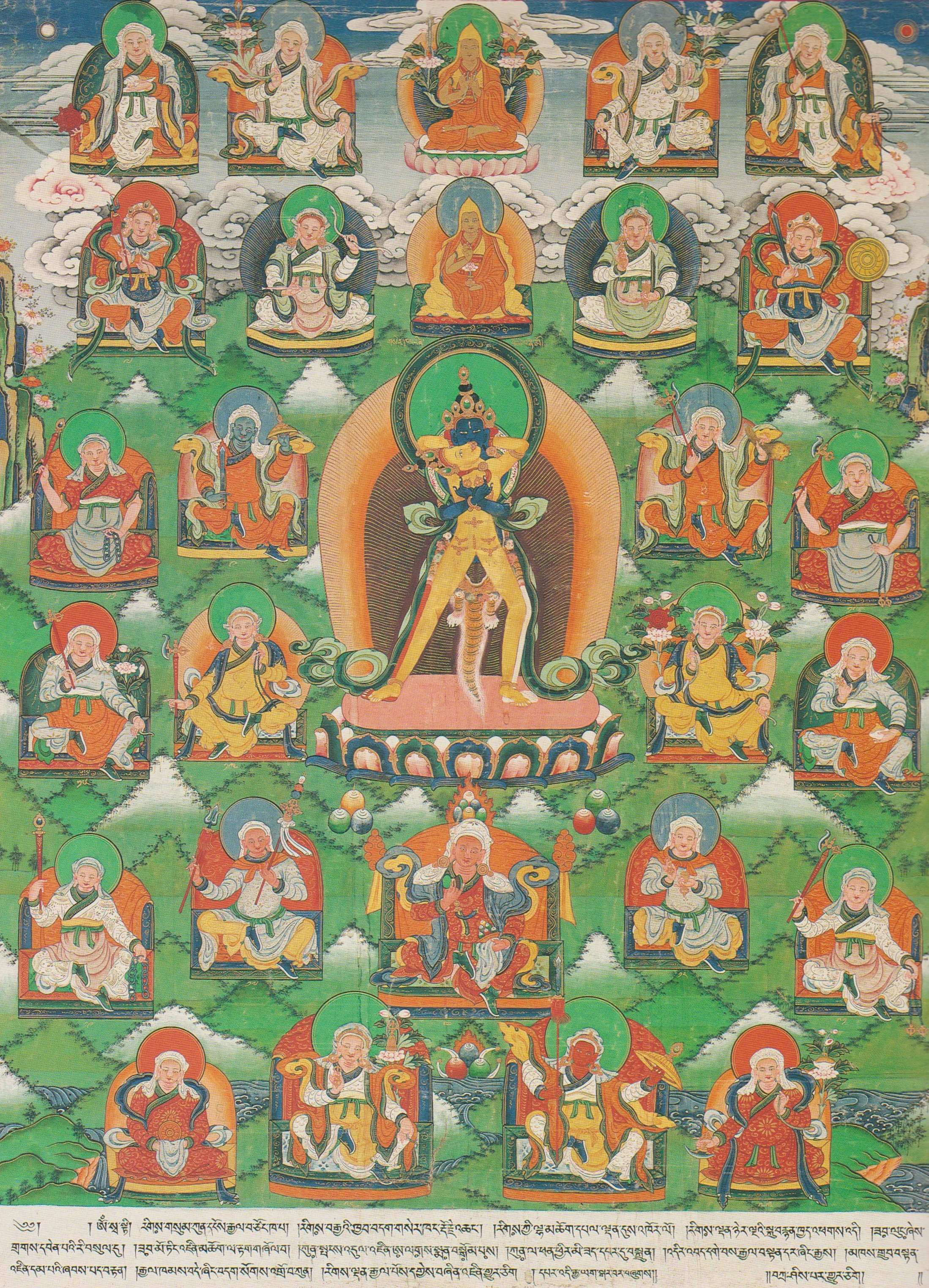
중앙 인물은 이담, 명상 신이다. 앉아 있는 25명의 인물은 샴발라의 25명의 왕을 나타낸다. 상단 줄의 가운데 인물은 총카파를 나타내며, 그는 상단 두 줄에 있다. 이것은 인도-티베트 밀교 불교 전통의 경전에서 유래한다.

불교 경전인 칼라차크라 탄트라에서 삼무에 사는 의로운 왕들은 칼키(칼킨, 즉 족장)라고 불린다. 이 경전에는 여러 칼키들이 등장하는데, 각자는 야만주의, 박해, 혼돈과 싸운다. 마지막 칼키는 "루드라 차크린"이라고 불리며, 대규모 군대를 모아 야만적인 군대를 전멸시킴으로써 혼돈과 퇴화를 끝낼 것으로 예언된다. 이 경전은 힌두교도와 불교도의 군대가 포함된 대전쟁이 야만적인 세력을 파괴할 것이라고 언급한다. 이것은 이슬람 왕국들이 서쪽에서 동쪽으로, 주로 서부 티베트, 중앙아시아 및 인도 아대륙에 정착함에 따라 힌두교에서 불교로 차용된 것으로 보인다. 불교학 교수인 도널드 로페스에 따르면, 칼키는 "불교가 번성하고, 사람들이 오래도록 행복하게 살며, 의로움이 최고로 군림할" 새로운 완벽한 시대의 시작을 예언한다. 이 문헌은 칼키 개념의 연대기를 7세기 이후, 아마도 9세기 또는 10세기로 확립하는 데 중요하다. 로페스는 불교 문헌이 힌두교 베다 경전에서 차용한 것으로 보인다고 말한다. 이진 등 다른 학자들은 이 문헌이 10세기에 중앙아시아에서 기원했으며, 티베트 문학은 서기 1027년경 인도에서 그 버전을 받아들였다고 말한다.

### 시크교 경전
칼키 화신은 역사적인 시크교 경전, 특히 전통적으로 구루 고빈드 싱에게 귀속되는 텍스트인 다삼 그란트에 나타난다. 차우비스 아바타르 (24 화신) 섹션은 마츠얀라 현자가 악, 탐욕, 폭력, 무지에 맞서 싸우기 위한 비슈누 화신의 등장을 묘사한다고 언급한다. 여기에는 의와 불의의 세력 간의 전쟁을 이끌 스물네 번째 화신으로 칼키가 포함된다.

## 발전
베다 문헌에는 칼키에 대한 언급이 없지만, 베다 문헌에 루드라(후에 시바)의 별칭인 "칼말리키남(Kalmallkinam)"은 "빛나는 어둠 제거자"를 의미하며, "칼키의 선구자"로 해석되었다.
칼키는 대전쟁 서사시인 마하바라타에 처음 등장한다. 마하바라타에서 칼키에 대한 언급은 3.188.85–3.189.6 구절에 단 한 번만 나타난다. 칼키 화신은 비슈누 푸라나, 마츠야 푸라나, 그리고 바가바타 푸라나와 같은 마하 푸라나에 등장한다. 그러나 칼키 신화와 관련된 세부 사항은 서사시와 푸라나 사이뿐만 아니라 푸라나 내에서도 다르다.
마하바라타에서 힐테바이텔에 따르면, 칼키는 파라슈라마 화신 전설의 연장선으로, 브라만 전사가 권력을 남용하여 혼돈, 악, 무력한 자들의 박해를 퍼뜨리던 크샤트리아들을 파괴하는 이야기이다. 서사시 속 칼키는 다르마를 회복하고 세상의 정의를 되찾지만, 존재의 순환을 끝내지는 않는다. 마하바라타의 칼킨 부분은 마르칸데야 부분에 있다. 루이스 라인만은 "마르칸데야 부분이 서사시에 늦게 추가된 것이라는 점에는 거의 의심의 여지가 없다. 유디슈티라가 칼리 유가의 끝과 크리타 유가의 시작에 대한 질문을 하는 것은 그의 상황과는 거리가 멀며, 이는 이 주제를 서사시에 포함시키기 위한 수단에 불과하다"라고 말한다.
코르넬리아 디밋에 따르면, 칼키와 비슈누의 나머지 아홉 화신에 대한 "명확하고 깔끔한" 체계화는 어떤 마하 푸라나에서도 찾아볼 수 없다. 이 힌두 경전에서 칼키에 대한 언급은 마츠야, 쿠르마, 바라하, 바마나, 나라심하, 크리슈나의 전설과 달리 드물며, 이들은 반복적으로 광범위하게 묘사된다. 디밋에 따르면, 이는 가우타마 붓다가 비슈누 화신이라는 개념처럼, 칼키 개념이 주요 푸라나가 편찬될 당시 "다소 유동적"이었기 때문일 가능성이 높다.
이 칼키 개념은 수세기 동안 북서쪽에서 인도 아대륙을 침략한 다양한 군대와 그 침략자들이 가져온 신화에 대한 반응으로 힌두 경전에서 더욱 발전했을 수 있다. 유사하게, 1천년대 후반으로 거슬러 올라가는 불교 문헌에서는 미래의 붓다인 미륵이 칼키로 묘사된다. 존 미치너에 따르면, 칼키 개념은 "어느 정도" 유대교, 기독교, 조로아스터교 및 기타 개념에 빚지고 있다. 미치너는 유가 푸라나와 같은 일부 푸라나에서는 칼키를 언급하지 않으며 다른 푸라나와 다른 우주론을 제시한다고 말한다. 유가 푸라나는 마우리아 시대 이후의 인도-그리스 및 사카 시대를 더 자세히 신화화하는 반면, 칼키 사상을 담은 만반타라 주제는 다른 푸라나에서 더 많이 신화화된다. 루이스 곤살레스-라인만은 미치너의 의견에 동의하며, 유가 푸라나가 칼키를 언급하지 않는다고 말한다. 바유 푸라나의 2.36과 2.37장과 같은 다른 경전에서는, 라인만에 따르면, 칼리 유가를 끝내는 것은 칼킨이 아니라 프라미티라는 다른 인물이라고 한다. 대부분의 역사가들은 아르빈드 샤르마에 따르면, 힌두교의 칼키 신화 발전이 외세 침략으로 인한 고통과 관련이 있다고 본다. 다른 메시아 개념과 달리 칼키의 목적은 현재의 악한 시대인 칼리 유가를 되돌리기 위해 침략자와 이단자를 파괴하는 것이다.

### 탄생 및 도래에 대한 예언

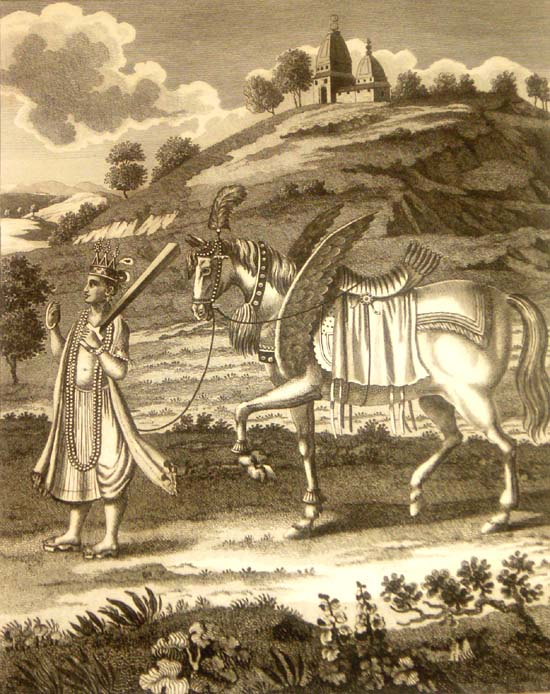
칼키와 데바닷타

시간의 순환 개념(푸라나 칼파)에서 칼리 유가는 432,000년 동안 지속될 것으로 추정된다. 일부 비슈누파 경전에서는 칼키가 프랄라야의 날에 백마를 타고 나타나 칼리 유가를 끝내고 악과 불의를 종식시키며 새로운 시간 주기를 함께 세상을 다시 창조할 것으로 예언된다.
칼키에 대한 묘사는 원고마다 다르다. 일부는 칼키가 아웨지르데니와 비셴준에게서 태어날 것이라고 명시하고, 다른 원고는 수마티와 비슈누야샤의 가족에게서 태어날 것이라고 말한다. 불교 원고에서는 비슈누야샤가 샴발라라는 마을의 저명한 우두머리라고 명시되어 있다. 그는 왕이 될 것이며, "바퀴를 돌리는 자"이자 승리자가 될 것이다. 그는 모든 야만인과 강도를 제거하고, 아다르마를 끝내고, 다르마를 다시 시작하며, 선한 사람들을 구할 것이다. 그 후 인류는 변화하고 황금기가 시작될 것이라고 힌두 경전은 말한다.
칸치푸람 사원에는 두 개의 푸라나 부조 패널이 칼키를 묘사하는데, 하나는 칼키의 어머니로서 달(달 기반) 왕조와 관련되고, 다른 하나는 칼키의 아버지로서 태양(태양 기반) 왕조와 관련된다. D.D. 허드슨에 따르면, 이 패널에 묘사된 이야기는 칼키가 아수라 칼리와 싸워 물리치는 이야기이다. 그는 데바닷타라는 백마를 타고, 악을 종식시키며, 모든 이들의 마음과 의식을 정화하고, 사트야 유가의 시작을 알린다.

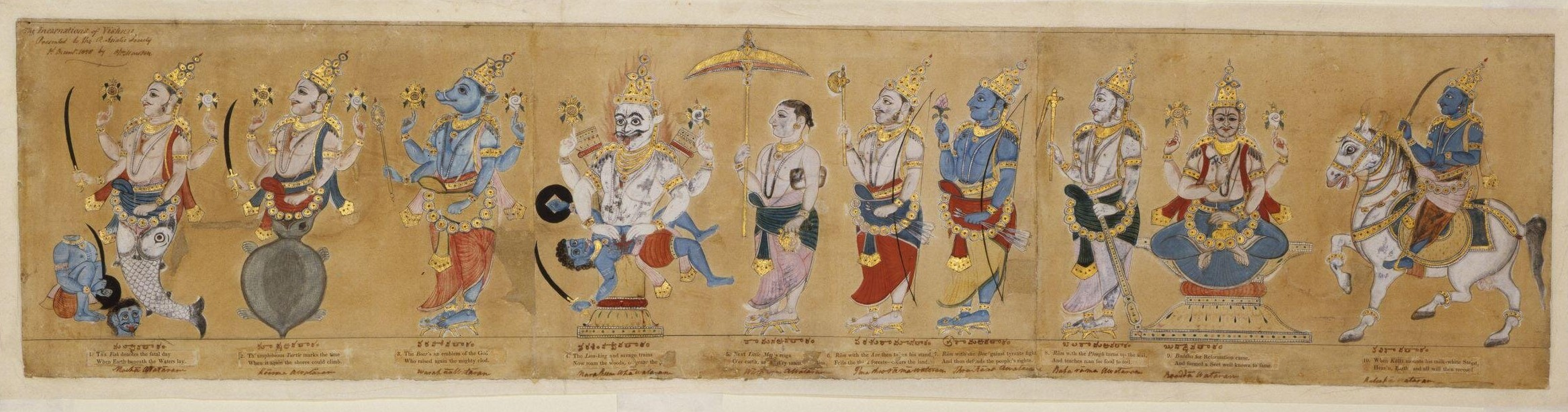
19세기 다샤바타라 그림 (왼쪽부터): 마츠야, 쿠르마, 바라하, 나라심하, 바마나, 파라슈라마, 라마, 크리슈나, 붓다, 그리고 칼키.

## 스스로 칼키라고 주장한 인물들
- 아흐마드파 운동의 창시자인 미르자 굴람 아흐마드는 칼키 아바타이자 마흐디라고 주장했다.[58]
- 바하이 신앙에서 바하올라는 바비교, 유대교(메시아), 기독교(그리스도), 이슬람교(마시흐와 마흐디), 불교(미륵), 조로아스터교(샤 바흐람) 및 다른 종교에서 주장하는 예언된 세상의 종말에 나타날 구원자이자 칼키로 확인된다.[59][60][61]
- 비자야쿠마르 나이두로 태어났으며 1949년 3월 7일 출생한 칼키 바가반, 오네스 대학교 설립자.[62]
- 보편 기독교 영지주의 운동의 창시자인 사마엘 아운 위오르.[63]
- 칼키 아바타르 재단의 리아즈 아흐메드 고하르 샤히.[64]

## 같이 보기
- 다샤바타라
- 종말론
- 칼리 (악마)
- 칼키 (소설)
- 코카와 비코카
- 신들의 사회
- 마하바라타
- 마흐디
- 미륵
- 보혜사
- 라마야나
- 재림
- 수찬드라

## 참고 문헌
- Bryant, Edwin Francis (2007). 《Krishna: A sourcebook》. Oxford University Press. ISBN 978-0-19-803400-1.
- Dimmitt, Cornelia; van Buitenen, J. A. B. (2012) [1977]. 《Classical Hindu Mythology: A Reader in the Sanskrit Puranas》. Temple University Press. ISBN 978-1-4399-0464-0.
- Dalal, Rosen (2014). 《Hinduism: An aAlphabetical guide》. Penguin. ISBN 978-8184752779.
- Flood, Gavin (1996). 《An Introduction to Hinduism》. Cambridge, UK: Cambridge University Press. ISBN 0-521-43878-0.
- Glucklich, Ariel (2008). 《The Strides of Vishnu: Hindu culture in historical perspective: Hindu culture in historical perspective》. Oxford University Press. ISBN 978-0-19-971825-2.
- Johnson, W.J. (2009). 《A Dictionary of Hinduism》. Oxford University Press. ISBN 978-0-19-861025-0.
- Rao, Velcheru Narayana (1993). 〈Purana as Brahminic Ideology〉.   Doniger, Wendy. 《Purana Perennis: Reciprocity and Transformation in Hindu and Jaina Texts》. Albany: State University of New York Press. ISBN 0-7914-1381-0.
- Rocher, Ludo (1986). 《The Puranas》. Otto Harrassowitz Verlag. ISBN 978-3447025225.